# Drepanosticta furcata
Drepanosticta furcata là loài chuồn chuồn trong họ Platystictidae. Loài này được van Tol mô tả khoa học đầu tiên năm 2005.